# Gökhan Girginol
Gökhan Shapolski Girginol (Genk, 22 januari 1988) is een Vlaams acteur.
Girginol, afkomstig van de Genkse wijk Waterschei, studeerde theaterkunsten aan het RITS in Brussel en kreeg zijn eerste filmrol in 2012 in de langspeelfilm Mixed Kebab. In de in 2015 uitgezonden televisieserie Spitsbroers speelt hij de rol van Ibrahim. Eveneens dat jaar was hij te zien in de serie Voor wat hoort wat als Kemal. In 2017 volgde het tweede seizoen van Spitsbroers.
In het theater stond hij in zijn jeugd twee keer in de finale van Kunstbende. Daarnaast nam hij in 2008 deel aan de Kif Kif Awards. Later volgden onder meer de voorstellingen Wachten en Mancha!
Girginol is van Turkse origine. In november 2013 creëerde en regisseerde hij de theaterproductie "Herzaman - 50 jaar Turkse Migratie".
Later maakte hij ook zijn eigen voorstelling Robin Hassan Hood met jongeren uit de Genkse cité. Het is een experimenteel stuk en geeft weer hoe het er in de 'hood' aan toe gaat.
In 2018 kreeg hij een rol in de Vlaamse serie 13 geboden. In het vijfde en laatste seizoen van De zonen van Van As kreeg hij de rol van Bilal Tekin. Hij speelde de rol van Timur in het derde seizoen van de Belgische reeks Undercover waar ook Tom Waes en Frank Lammers in te zien waren.